# Iso Luosmajärvi
Iso Luosmajärvi eller Luosmajärvi är en sjö i Finland. Den ligger i kommunen Enare i landskapet Lappland, i den norra delen av landet, 1 000 km norr om huvudstaden Helsingfors. Iso Luosmajärvi ligger 161,8 meter över havet. Arean är 92,6 hektar och strandlinjen är 8,87 kilometer lång. Sjön  ingår i Pasvik älvs huvudavrinningsområde. 